# Odlagalište otpada
Odlagalište otpada (deponija, smetlište) je građevina namijenjena za trajno odlaganje otpada, kao organizirane komunalne djelatnosti. U sklopu odlagališta otpada mogu se nalaze i građevine za skladištenje te obrađivanje otpada. 
Primjer odlagališta otpada je Jakuševec u Zagrebu.

## Kategorije odlagališta
Odlagališta su grupirana prema kategorijama, odnosno pravnom statusu, veličini, vrstama odloženog otpada, stanju aktivnosti, utjecaju na okoliš i opremljenosti.
Aktivna odlagališta mogu se razvrstati u pet kategorija:
Legalna odlagališta otpada su građevine za (trajno) odlaganje otpada, predviđene odgovarajućim prostorno-planskim dokumentima i sagrađene u skladu s važećim propisima, a rade uz odobrenje nadležnog tijela na temelju provedene procjene o utjecaju na okoliš te ishođenih dozvola.
Odlagališta otpada u postupku legalizacije su građevine za (trajno) odlaganje otpada, predviđene odgovarajućim prostorno-planskim dokumentima za koja je započeo, ali još nije dovršen postupak procjene utjecaja na okoliš, odnosno, ishođenje potrebnih dozvola.
Službena odlagališta otpada su, uglavnom, veći neuređeni prostori za (trajno) odlaganje otpada, predviđeni odgovarajućim prostorno-planskim dokumentima, za koja nije proveden postupak procjene utjecaja na okoliš niti raspolažu ijednom od neophodnih dozvola, a rade na temelju rješenja ili odluke nadležnog tijela te su u sustavu službeno organiziranog dovoza otpada ovlaštenih komunalnih poduzeća.
Dogovorna odlagališta otpada su, uglavnom, neuređeni manji prostori za odlaganje otpada koji nisu predviđeni odgovarajućim prostorno-planskim dokumentima i za koje nije proveden postupak procjene utjecaja na okoliš. Ona ne raspolažu nijednom od neophodnih dozvola, ali djeluju uz znanje ili u dogovoru s nadležnim tijelom. Uglavnom nisu u sustavu službeno organiziranog dovoza otpada ovlaštenih osoba.
»Divlja« odlagališta otpada – smetlišta su manji neuređeni prostori koji nisu predviđeni za odlaganje otpada, a formirali su ih najčešće građani bez prethodnog znanja tijela lokalne samouprave. Ne raspolažu nikakvim dokumentima relevantnim za njihovo djelovanje, a otpad uglavnom individualno, dovoze građani.